# Autodesk Maya
Autodesk Maya, almindeligvis forkortet til kun Maya er en 3D computergrafikapplikation, der kører på Windows, macOS og Linux, og er oprindeligt udviklet af Alias og i øjeblikket indehavet og udviklet af Autodesk. Softwaren bruges til at skabe aktiver til interaktive 3D-applikationer (inklusive videospil), animerede film, tv-serier og visuelle effekter.